# Enchaînés

Enchaînés est une série de bande dessinée policière écrite par Joël Callède, dessinée par Gihef et publiée par Vents d'Ouest entre 2004 et 2013.

## Albums
- Enchaînes, Vents d'Ouest, coll. « Turbulences » :

1. Le Tentateur, 2004  (ISBN 2-7493-0114-9)[2].
2. Le Corrupteur, 2005  (ISBN 2-7493-0162-9)[3].
3. Le Diviseur, 2006  (ISBN 2-7493-0227-7)[4].
4. Le Menteur, 2006  (ISBN 2-7493-0292-7).
5. Tourments, 2010  (ISBN 978-2-7493-0562-2).
6. Égarements, 2011  (ISBN 978-2-7493-0604-9).
7. Châtiments, 2012  (ISBN 978-2-7493-0644-5).
8. Jugements, 2013  (ISBN 978-2-7493-0719-0).